# Midleton (destylarnia)
Destylarnia Midleton (ang. Midleton Distillery) – destylarnia znajdująca się w mieście Midleton w hrabstwie Cork w Irlandii. Mieści się obok starej destylarni Old Midleton Distillery, która dziś pełni funkcję muzeum.

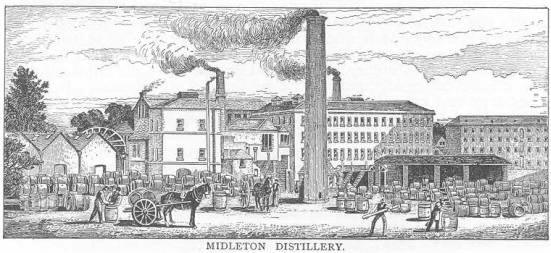
Rycina z 1886 przedstawiająca Old Midleton Distillery

Destylarnię Old Midleton Distillery założyli w 1825 bracia James, Daniel i Jeremiah Murphy. W 1966 połączyła się ona z firmami Powers i Jameson, tworząc Irish Distillers Ltd. Budynki, w których obecnie działa destylarnia zostały wybudowane w 1975. Od 1988 Irish Distillers jest częścią Grupy Pernod Ricard.
Jest jedną z najnowocześniejszych destylarni na świecie. Rocznie może wyprodukować 64 mln litrów alkoholu i jest największą destylarnią w Irlandii. Destylacja przeprowadzana może być zarówno w kolumnach destylacyjnych, jak i w alembikach. 
W destylarni produkuje się jedne z najpopularniejszych irlandzkich whiskey: Jameson, Paddy, Powers, a także tradycyjne irlandzkie Single Pot Still (Redbreast, Green Spot). Poza tym destyluje się tam również wódkę i gin.